# Los Boquerones
Boqueron es una población perteneciente al municipio de Centro en el estado mexicano de Tabasco. está localizada a 5 kilómetros al poniente de la ciudad de Villahermosa, capital del estado, cuenta con una población de 11,120 habitantes.

## Urbanismo
Esta localidad está comenzando a ser urbanizada, cuenta con algunos servicios como son: las calles principales pavimentadas, callejones en gravillados, energía eléctrica, agua potable, recolección de basura, servicio telefónico faltante en boquerón 2.ª sección ya que le faltan 2 kilómetro de línea telefónica, red telefónica celular, seguridad pública y un panteón.
Existe el proyecto de ampliación a 4 carriles la carretera Villahermosa-Luis Gil Pérez que pasa por boquerón que es muy transitada por los vehículos que pasan a nuevo Pemex, existe el proyecto del drenaje en Boquerón 2.ª sección.
En lo referente a educación, hay en boquerón 5 kínders y 5 primarias, por cada sección y una telesecundaria que tiene el poblado.
También así mismo aquí se localiza el fraccionamiento Bosques de Araba, Fraccionamiento Maya, Fraccionamiento Estrella del sur y otras tiendas comerciales más.
Boquerón está dividido en 5 sección boquerón 1.ª (San Pedro), Boquerón 2.ª (Barquillo), Boquerón 3.ª (Guanal), Boquerón 4.ª (Laguna n
Nueva) y Boquerón 5.ª (lagartera)

## Economía
La actividad principal es la ganadería y la agricultura principalmente de productos como el plátano, cacao, maíz cuya producción se utiliza para el auto consumo de la localidad, también se venden en los diversos mercados públicos de la ciudad de Villahermosa como es el mercado de tamulte.
Cuenta Boquerón con diversos comercios como: carpinterías, herrerías, tiendas de abarrotes, fruterías,  restaurantes y fondas, lo cual es rentable ya que pasan los trabajadores de Nuevo Pemex por la carretera principal.

## Medio físico
Boquerón está localizado en una zona plana, en Boquerón 2.ª sección es zona alta, en sus alrededores existen ranchos agrícolas y ganaderos. El cual son actos para fraccionamientos y bodegas.

## Vías de comunicación
Boquerón está bien comunicada con la ciudad de Villahermosa a través de la carretera estatal Villahermosa-villa Luis Gil Pérez, que se encuentra totalmente pavimentada.

## Festividades
Las fiestas más importantes de la comunidad, son:
- "San José Barquillo", (Patrono de Boquerón 2.ª sección) Marzo
- "San Pedro", (Patrono de Boquerón 1.ª sección)
- "San Antonio", (Patrono de Boquerón 3.ª sección)
- "San Felipe de Jesús" (Patrono de Boquerón 4ta. sección)
- "San Martín de Porres", (Patrono de Boquerón 4.ª sección)
- "Santa Cruz", (Patrono de Boquerón 5ta sección)